# تومي هنتر (مغني)
تومي هنتر هو مغني كندي، ولد في 20 مارس 1937 في لندن في كندا.

## وصلات خارجية
- الموقع الرسمي
- تومي هنتر على موقع IMDb (الإنجليزية)
- تومي هنتر على موقع ميوزك برينز (الإنجليزية)
- تومي هنتر على موقع أول ميوزيك (الإنجليزية)
- تومي هنتر على موقع كينوبويسك (الروسية)